# Marnières (Eure)
Pour les articles homonymes, voir Marnières.
Marnières est une ancienne commune française de l'Eure, rattachée en 1845 à Bois-Anzeray.
De nos jours, Marnières est un hameau de Bois-Anzeray, situé sur la D21 dans la partie sud-ouest de la commune.

## Démographie
| 1793 | 1800 | 1806 | 1821 | 1831 | 1836 | 1841 |
| ---- | ---- | ---- | ---- | ---- | ---- | ---- |
| 108  | 96   | 138  | 140  | 115  | 113  | 116  |